# Cerasinops hodgskissi

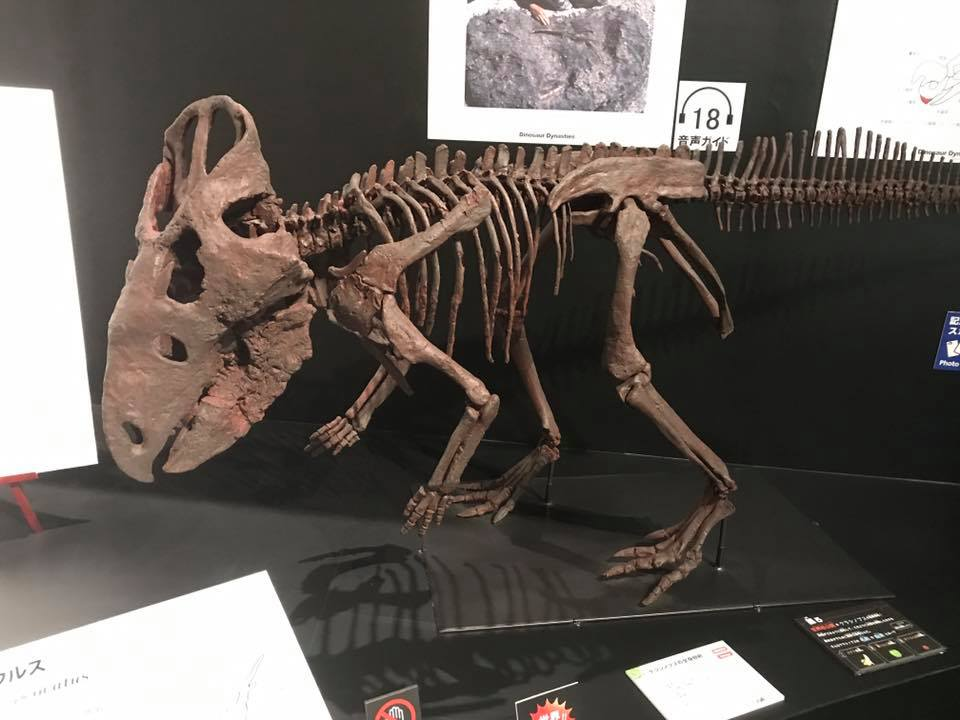
Reconstrucción del esqueleto.

Cerasinops hodgskissi (gr. "cara de cereza de Wilson Hodgskiss") es la única especie conocida del género extinto Cerasinops dinosaurio ceratopsiano leptoceratópsido, que vivió a finales del período Cretácico, hace aproximadamente 80 millones de años, en el Campaniense, en lo que hoy es Norteamérica. Los restos fósiles del Cerasinops fueron descubiertos por Jack Horner en 1983 y descritos por Brenda Chinnery en el 2007, habiendo sido exhumados de la Formación Two Medicine de Montana, Estados Unidos.
Cerasinops medía aproximadamente 1,70 metros de largo y 0,90 de alto, con un peso estimado de 13 a 18 kilogramos. Su cráneo, ancho y grueso, presentaba en un pico similar al de los loros actuales, el cual terminaba en un fuerte reborde. El cerasinopo muestra similitudes con los ceratopsianos asiáticos y norteamericanos. De los primeros posee un diente extra en el frente de la mandíbula y de los segundos, una manera única de masticar. Cerasinops fue un ceratopsiano basal, que se cree que estaba relacionado con el Leptoceratops, siendo ubicados en la misma familia. Esta clasificación está en discusión por varios paleontólogos, que si bien lo consideran un ceratopsio basal, piensan que es un taxón hermano de Leptoceratopsidae.